# Димитър Вацов
Димитър Милчев Вацов е български философ и университетски преподавател.

## Биография
Роден е на 5 ноември 1971 г. в София. Родителите му са Милчо Вацов (р. 1942), инженер и физик, и Теодора Димитриева- Вацова (р. 1947), литератор.
Завършва Националната гимназия за древни езици и култури „Константин Кирил Философ“ и философия в Софийския университет „Св. Климент Охридски“ (1996), където защитава и докторската си дисертация на тема „Онтология на утвърждаването. Ницше като задача“ (2002).
Бил е щатен преподавател по философия в Пловдивския университет „Паисий Хилендарски“ (1999-2004), както и хоноруван преподавател в ПУ „Паисий Хилендарски“ и СУ „Св. Кл. Охридски“ в различни периоди (след 1996).
След 2004 г. е щатен преподавател в Нов български университет. Редовен доцент в департамент „Философия и социология“ с труда „Свобода и признаване: интерактивните извори на идентичността“ (2007-2017) и професор от 2017 г. с труда „Това е истина!“.
Директор на бакалавърска програма „философия“ в НБУ (2004-2006), както и директор на общообразователните курсове за знания към същия университет (2006-2011).
Ръководител на департамент „Философия и социология“ в НБУ от май 2012 до януари 2014 г.
Главен редактор на сп. „Критика и хуманизъм“ (1999-2022) и председател на Фондация за хуманитарни и социални изследвания — София (от 2002).
Директор на Докторантското училище на Нов български университет (от 2016 г.).
Женен, баща на две дъщери.

## Научни интереси
Интересите му са в областта на съвременната политическа и социална философия, постаналитичната философия на езика и онтологията.

## Творчество

### Монографии
- Онтология на утвърждаването. Ницше като задача. София: Изток-Запад, 2003, 369 с. (ISBN 954-8945-71-1)[1].
- Свобода и признаване. Интерактивните извори на идентичността. София: Нов български университет, 2006, 236 с. (ISBN 954-535-421-6)
- Опити върху властта и истината. София: Нов български университет, 2009, 229 с. (ISBN 978-954-535-597-4)[2].
- Това е истина! София: Нов български университет, 2016, 346 с. (ISBN 978-954-535-929-3)
- Силите на речта. София: Изток-Запад, 2021, 310 с. (ISBN 978-619-01-0777-4)
- Що е онтология? Насрещни определения. В съ-авторство с Боян Манчев. София: Метеор, 2023, 248 с. (ISBN: 978-619-7291-35-3).

Автор е също така на десетки статии и студии на български, английски, френски, испански, италиански и руски език.